# Джована д'Акуапенденте
Джована д'Акуапендèнте (на италиански: Giovanna d'Acquapendente), нар. Коломбина (на италиански: la Colombina; * Акуапенденте; † XV век, Падуа) е неаполитанска благородничка, с която миланския херцог Франческо I Сфорца има дългогодишна връзка след смъртта на първата му съпруга Поликсена Руфо (1420 г.), по време на брака му с Мария Джулия Калдора (1424 г.) и преди брака му с Бианка Мария Висконти (1441 г.).

## Биография
Джована се запознава с Франческо през 1421 г. в Акуапенденте – нейния роден град в северната част на Лацио, където той обикновено зимува. Грациозната жена поражда голяма любов у по-младия от нея кондотиер. След няколко дни те създават връзка, характеризираща се с големи прояви на любов, привързаност и нежност. В нея няма сватбен ангажимент от страна на Франческо, който вижда в брака важно средство за постигането на амбициозните си цели. Връзката продължава цели 17 години, носи на Джована почести и удовлетворения от различен вид, но дава на Франческо свободата както да се посвещава на други връзки, така и да се ожени около 1424 г. за дъщерята на Джакомо Калдора – един от най-могъщите господари на Неаполитанското кралство. Папа Николай V скоро разтрогва брака.
Тя живее в замъка във Фермо с децата им, докато Франческо е господар на Анконската марка. Терни дьо Грегорж пише:
| „                                                                                         | ...във величествения замък на Фермо, известен като Джирифалко заради господстващото положение и силния кръг от стени и кули, избран за център на неговата администрация и крепост на семейството си, Франческо настанява Мадона Джована д'Акуапенденте, която от години го придружава в проспериращи и неблагоприятни събития. С нея са нейните деца Поликсена, родена, когато Франческо в немилост пред херцога на Милано мързелуваше в Мортара, и Сфорца, известен като Секондо. На грижата за Джована са поверени и другите деца на Франческо. Тристано – първороден син, Изолда и Изолеа. Самият Франческо често се отбива в Джирифалко, а по време на отсъствията му там живее като вицемаркиз брат му Алесандро и непрестанно идват негови роднини, привърженици на капитани и служители на Джирифалко. Мадона Джована, силна и груба жена на кондотиер, командва като арогантна господарка и реквизира от съседните села всичко, от което се нуждае: храна, гориво и сено за добитъка си... Народът трябва да се преструва, че се радва, да бие камбаните и да организира публични тържества за всяко пристигане, заминаване или благоприятна годишнина в семейството на Господаря... | “ |
| W. Terni de Gregorj, Bianca Maria Visconti, Bergamo 1940, pp. 53 – 54, 98 – 102, 181- 182 | |   |

След това Джована живее с децата в замъците в Абиатеграсо, Лоди, Меленяно, Павия, Бинаско, като участва в лов, банкети и конна езда.
През 1438 г., когато се очертава сключването на брачния договор с Бианка Мария Висконти, обещан от херцог Филипо Мария през 1431 г., но финализиран десет години по-късно, Джована се отдалечава от Франческо и се оттегля в Падуа в къщата на свой брат свещеник. На 29 юни 1440 г. тя се свързва с херцога с писмо, за да препоръча един от братята си. Вероятно умира в Падуа на неизвестна дата.
Джована ражда на Франческо пет деца. След сватбата му с Бианка Мария Висконти през 1441 г. неговите извънбрачни деца са взети под крилото на Бианка и израстват в двора. На 16 октомври 1448 г. папа Николай V узаконява всичките му извънбрачни деца.

## Потомство
Ражда на Франческо Сфорца двама сина и три дъщери:
- Поликсена Сфорца († като малка);
- Поликсена Сфорца (* 1428, замъка на Фермо; † юни 1449, Римини, удушена по заповед на съпруга си или от чума), чрез брак господарка на Римини, ∞ 29 април 1442 или 23 март 1443 за Сиджизмондо Пандолфо I Малатеста (* 19 юни 1417, Бреша; † 9 октомври 1468, Римини), господар на Римини и Фано (от 1432), от когото има син и дъщеря
- Сфорца Сфорца (* 1429, Мортара; † 1430);
- Сфорца Секондо Сфорца (* 1435, Гротамаре; † 1491/1493, Неапол), първи граф на Боргоново (от 1451), Генерален губернатор на Парма (през 1483), Губернатор на Пиаченца (през 1484), ∞ 1451 за Антония дал Верме († 19 септември 1487, Боргоново), от която има една дъщеря; има и пет извънбрачни деца (трима сина и две дъщери), три от които са припознати
- Друзиана Сфорца (* 30 септември 1437, Фалконара или Анталдо; † 29 юни 1474, Падуа или Сулмона), ∞ 1. 1447 за Джано Фрегозо (* 1405, Генуа; † 16 декември 1448, Генуа), 24-ти дож на Република Генуа, бездетна 2. 12 август 1464 в Милано за кондотиера граф Якопо Пичинино (* 1423, Перуджа; † юли 1465, Неапол), маркиз на Боргоново Вал Тидоне, Рипалда, Борго Вал ди Таро и Сомаля, граф на Пелегрино Парменсе, Венафро и Компиано, Господар на Кастелвисконти, Кастел'Аркуато, Фиоренцуола д'Ада, Кандия Ломелина, Вилата, Фругароло, Соляно и Сулмона, от когото има един син.[3]